# Skeleton na Zimních olympijských hrách 2010
Závody ve skeletonu se v rámci zimních olympijských her 2010 uskutečnily 18. a 19. února 2010 na dráze ve Whistleru.

## Medailové pořadí zemí
| Pořadí | Země                 | Zlato | Stříbro | Bronz | Celkově |
| ------ | -------------------- | ----- | ------- | ----- | ------- |
| 1.     | Kanada (CAN)         | 1     | 0       | 0     | 1       |
| 1.     | Velká Británie (GBR) | 1     | 0       | 0     | 1       |
| 3.     | Německo (GER)        | 0     | 1       | 1     | 2       |
| 4.     | Lotyšsko (LAT)       | 0     | 1       | 0     | 1       |
| 5.     | Rusko (RUS)          | 0     | 0       | 1     | 1       |
|        | Celkem               | 2     | 2       | 2     | 6       |

## Medailisté

### Muži
| Disciplína  | Zlato                         | Výkon   | Stříbro                         | Výkon   | Bronz                            | Výkon   |
| ----------- | ----------------------------- | ------- | ------------------------------- | ------- | -------------------------------- | ------- |
| jednotlivci | Jon Montgomery · Kanada (CAN) | 3:29,73 | Martins Dukurs · Lotyšsko (LAT) | 3:29,80 | Alexandr Treťjakov · Rusko (RUS) | 3:30,75 |

### Ženy
| Disciplína    | Zlato                                  | Výkon   | Stříbro                               | Výkon   | Bronz                         | Výkon   |
| ------------- | -------------------------------------- | ------- | ------------------------------------- | ------- | ----------------------------- | ------- |
| jednotlivkyně | Amy Williamsová · Velká Británie (GBR) | 3:35,64 | Kerstin Szymkowiaková · Německo (GER) | 3:36,20 | Anja Huberová · Německo (GER) | 3:36,36 |

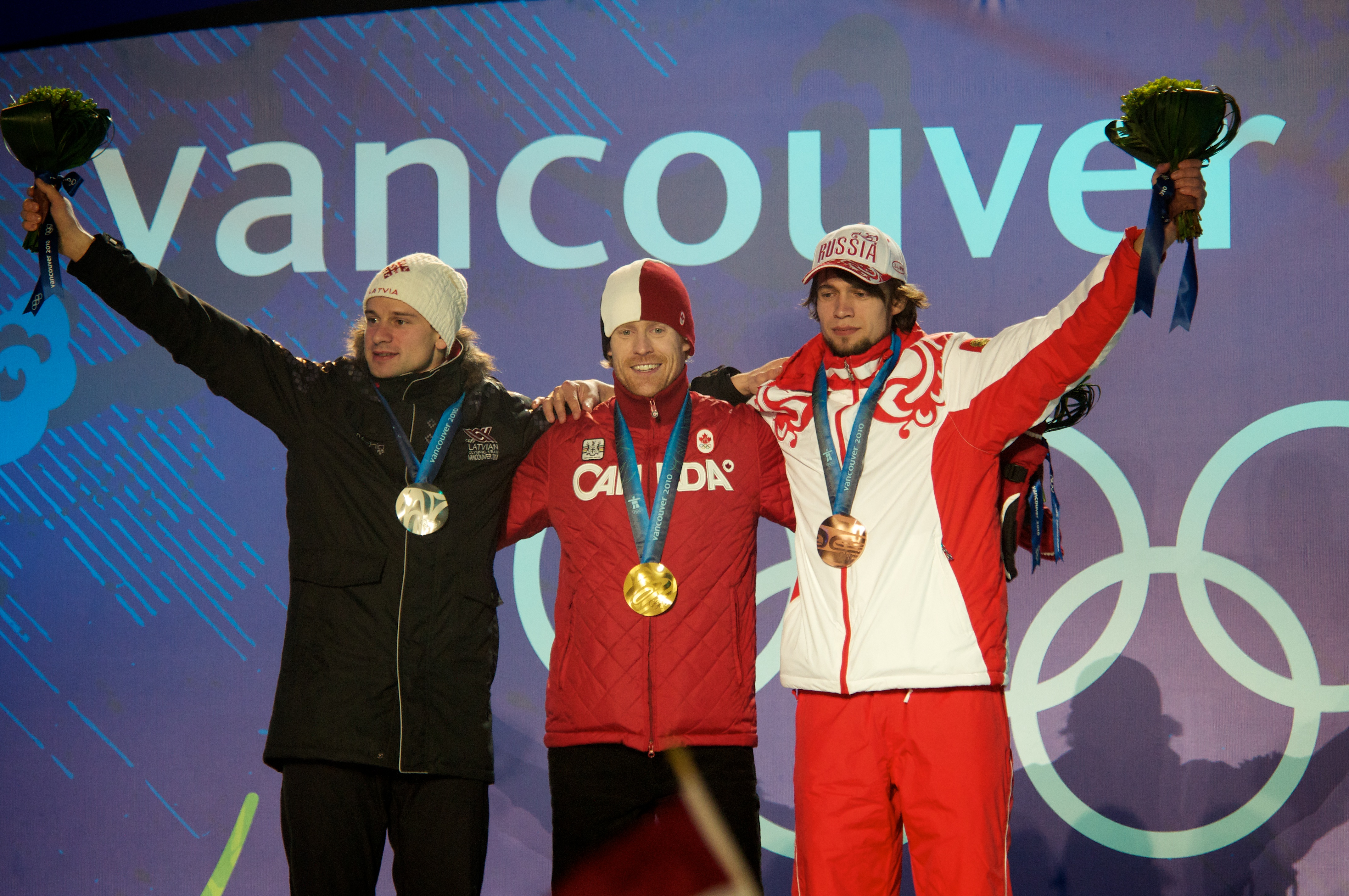
Medailisté ve skeletonu na ZOH 2010. Zleva:
Martins Dukurs
Jon Montgomery
Alexandr Treťjakov

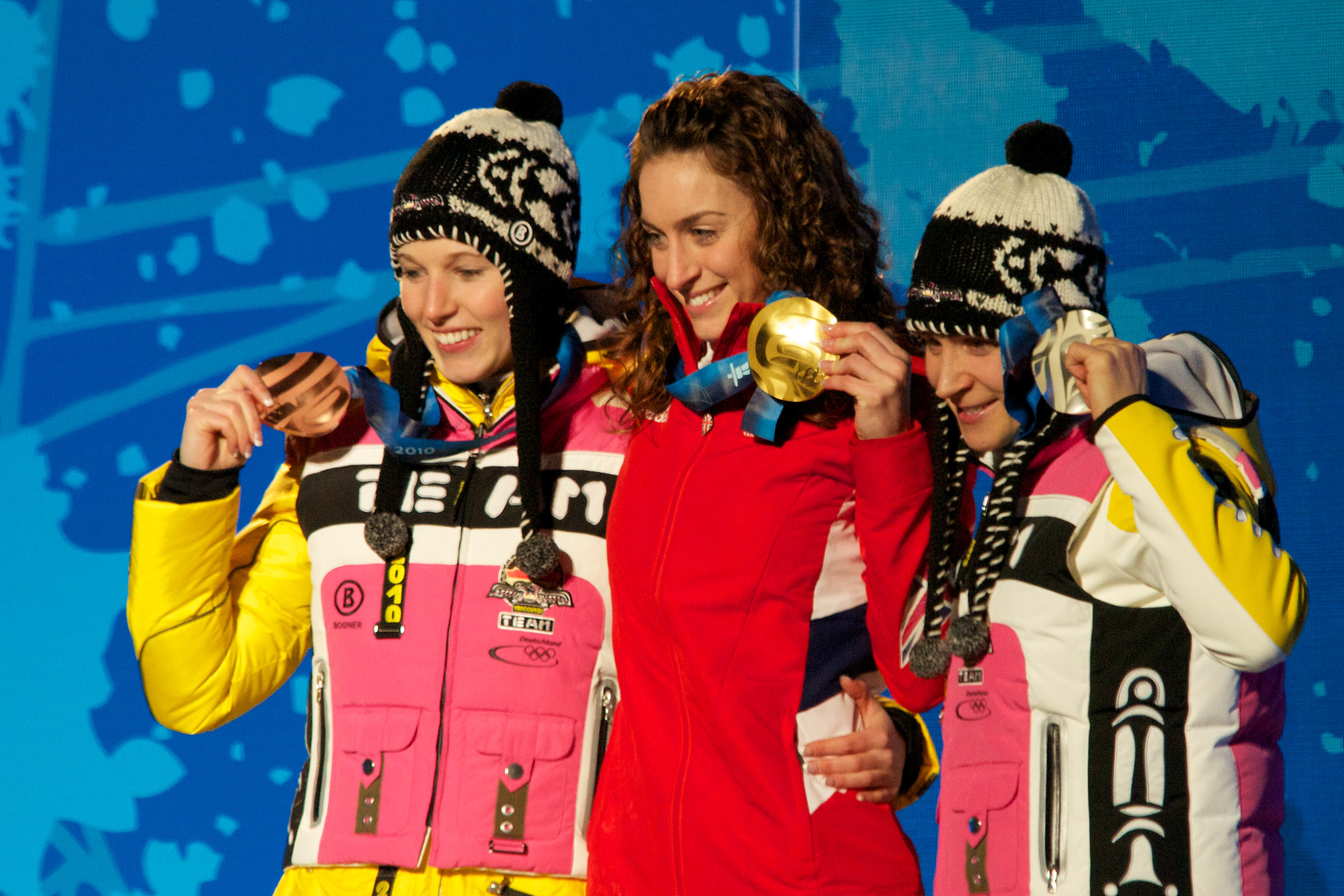
Medailistky ve skeletonu na ZOH 2010. Zleva
Kerstin Szymkowiaková
Amy Williamsová
Anja Huberová

- 18. únor a 19. únor 2010, Whistler